# پانتسر لید
سرود تانک(به آلمانی: Panzerlied) یکی از بهترین سرود های ورماخت است که در ژوئن سال۱۹۳۳ درآلمان ساخته شده است که در جنگ جهانی دوم نیروهای آلمان به خصوص افراد حاضر در دسته های تانک سواری از این سرود استفاده می کردند.